# أيزو 3166-2:BQ
أيزو 31166-2:BQ هو الجزء المخصص لـ الجزر الكاريبية الهولندية في أيزو 3166-2، وهو جزء من معيار أيزو 3166 الذي نشرته المنظمة الدولية للتوحيد القياسي (أيزو)، والذي يُعرف رموز لأسماء التقسيمات الرئيسية (مثل الأقاليم، الجهات، المقاطعات أو الولايات) من جميع البلدان في ترميز أيزو 3166-1.

## الرموز الحالية
| الرمز | التقسيم        | أيزو 3166-2 كود لهولندا |
| ----- | -------------- | ----------------------- |
| BQ-BO | بونير          | NL-BQ1                  |
| BQ-SA | سابا (جزيرة)   | NL-BQ2                  |
| BQ-SE | سينت أوستاتيوس | NL-BQ3                  |